# Amanda Strydom
Amanda Strydom (Port Elizabeth, 23 de julio de 1956) es una cantante, compositora y actriz sudafricana, reconocida por su extensa carrera musical y por aparecer en varias producciones de teatro, cine y televisión.

## Biografía
Strydom nació en Port Elizabeth en 1965. En 1978 se graduó en la Universidad de Pretoria con una licenciatura en arte y un año después escribió su primera canción, Ek loop die Pad. Por ese entonces empezó a actuar principalmente en obras de teatro y en presentaciones de cabaret, convirtiéndose en una de las cantantes del programa de televisión Musiek en Liriek en 1980. Para mediados de la década de 1980 ya había logrado reconocimiento en los medios de su país luego de registrar apariciones en películas y series de televisión como Pretoria O Pretoria, Pas Getroud, The Potato Eater, 1922 y Westgate III.
En la década de 1990 publicó sus primeros álbumes de manera oficial, debutando con Songs from State of the Heart de 1995. Hasta la fecha ha publicado cerca de quince álbumes de estudio y ha registrado participaciones en una veintena de producciones para cine y televisión, además de su extensa carrera teatral.

## Filmografía destacada

### Cine y televisión
- 1994 - Jock of the Bushveld
- 1993 - Arende III: Dorsland
- 1993 - Glaskasteel
- 1989 - Brutal Glory
- 1989 - Options
- 1986 - Doffel Babbel en Bekkie
- 1985 - Westgate III
- 1984 - 1922
- 1983 - Wolhaarstories
- 1981 - The Potato Eater
- 1981 - Ntunzini-Spa
- 1980 - Pas Getroud
- 1979 - Pretoria O Pretoria!